# Curetis bulis
Curetis bulis är en fjärilsart som beskrevs av John Obadiah Westwood 1851. Curetis bulis ingår i släktet Curetis och familjen juvelvingar. Inga underarter finns listade i Catalogue of Life.

## Bildgalleri

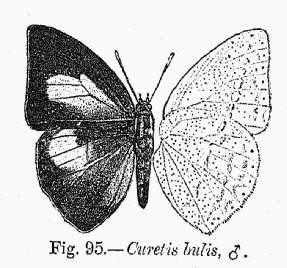
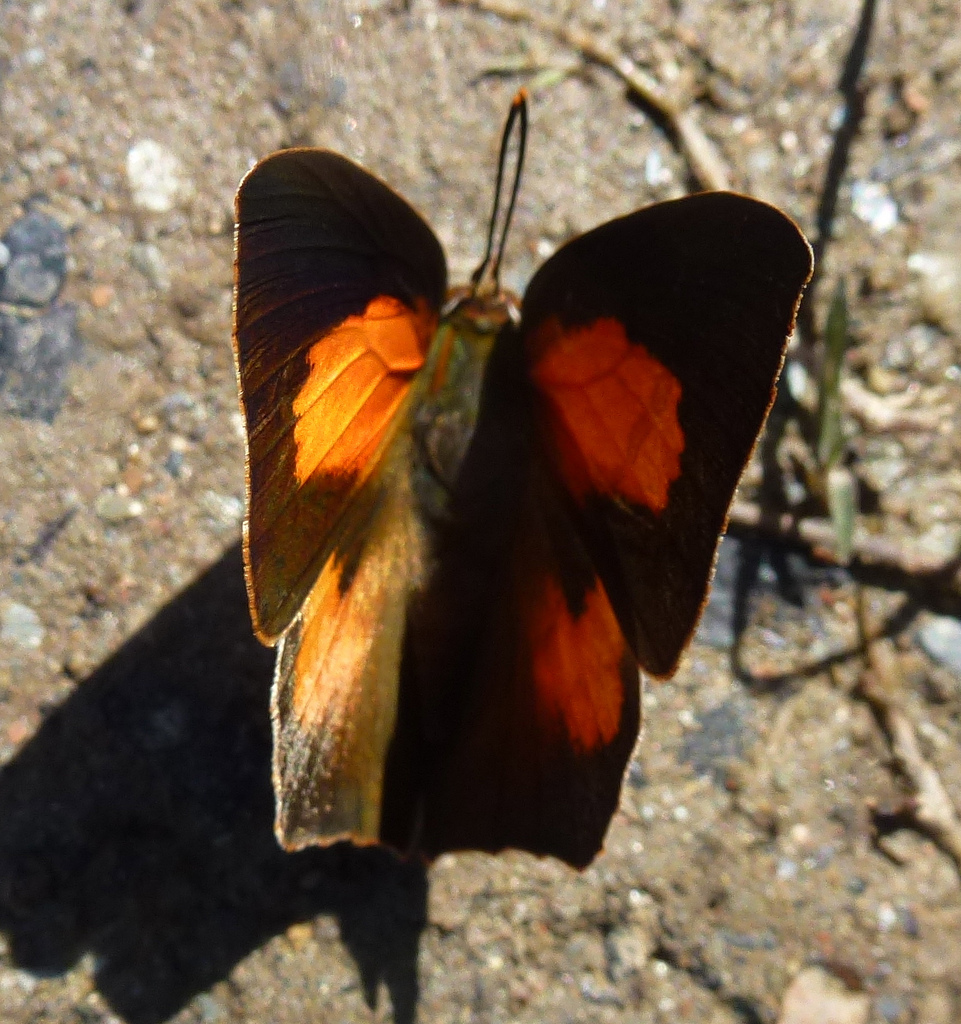
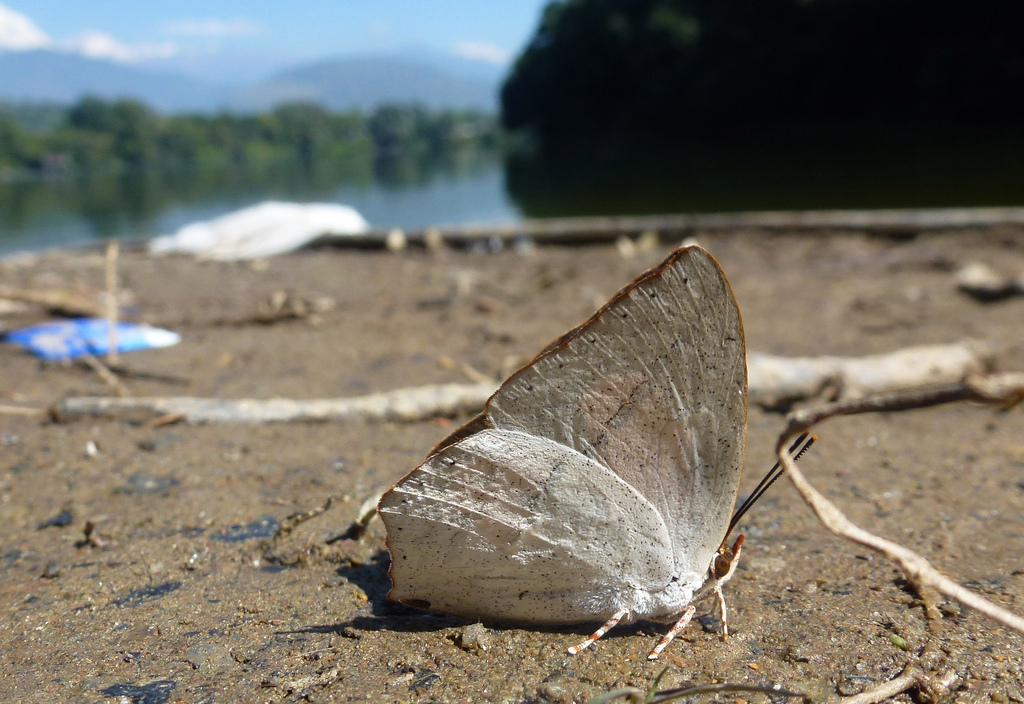
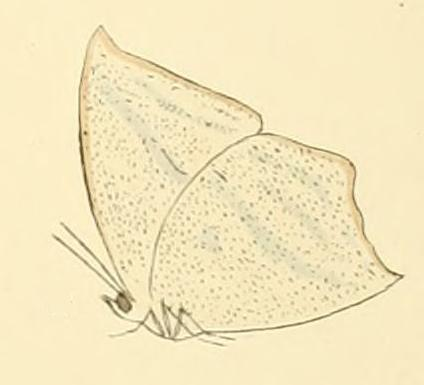
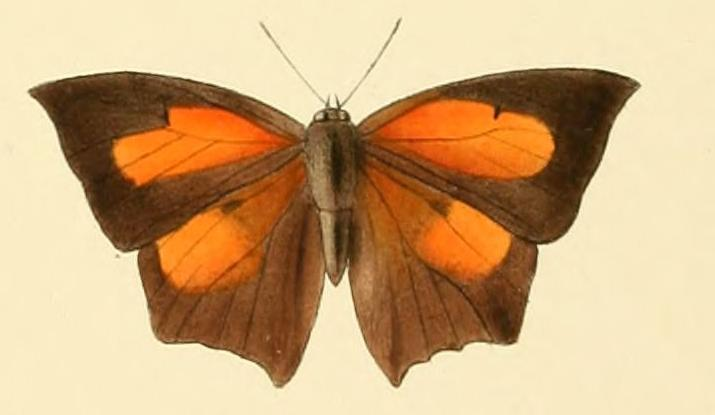
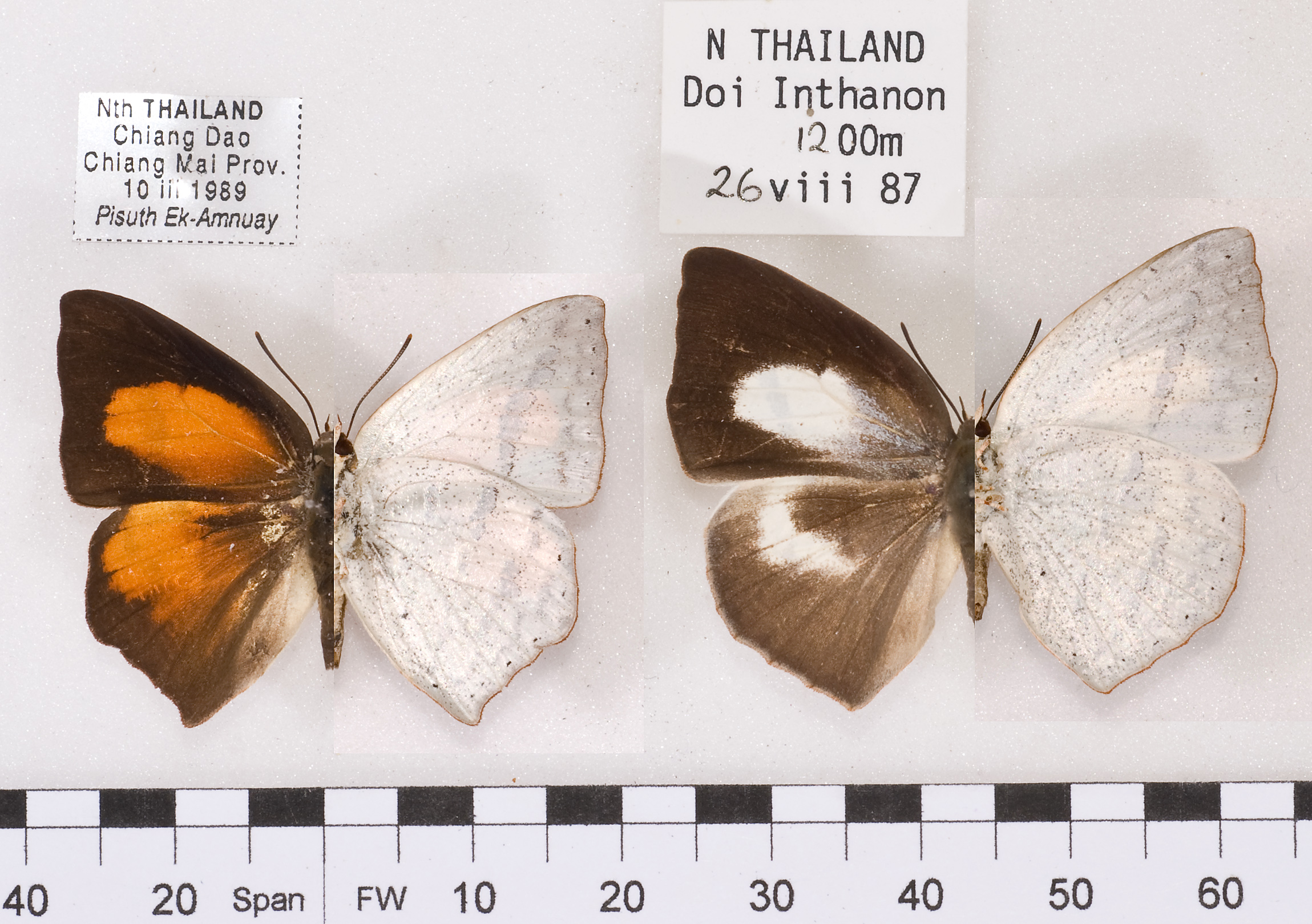